# Walter von Hütschler
Walter von Hütschler (1906-1997) fue un deportista alemán que compitió en vela en la clase Star. Ganó tres medallas en el Campeonato Mundial de Star entre los años 1937 y 1939, y una medalla en el Campeonato Europeo de Star de 1936.

## Palmarés internacional
| Campeonato Mundial | Campeonato Mundial                 | Campeonato Mundial | Campeonato Mundial |
| Año                | Lugar                              | Medalla            | Clase              |
| ------------------ | ---------------------------------- | ------------------ | ------------------ |
| 1937               | Long Island Sound (Estados Unidos) | Medalla de plata   | Star               |
| 1938               | San Diego (Estados Unidos)         | Medalla de oro     | Star               |
| 1939               | Kiel (Alemania)                    | Medalla de oro     | Star               |
| Campeonato Europeo |                                    |                    |                    |
| Año                | Lugar                              | Medalla            | Clase              |
| 1936               | Kiel (Alemania)                    | Medalla de oro     | Star               |